# 대항해시대 시리즈
대항해시대 시리즈(大航海時代-, 일본어: 大航海時代 다이코카이지다이[*])는 1990년부터 코에이에서 제작한 비디오 게임 시리즈이다. 대항해 시대를 배경으로 선장 역할을 맡아 탐험과 교역 등을 한다.

## 대항해시대 Uncharted Waters (1990년)
《대항해시대》는 시드 마이어가 제작한 복합 장르 게임인 해적(Pirate!)을 바탕으로 만들어진 작품이다.
무역, 검술 대결(대항해시대2에서 도입) 등 많은 부분이 해적과 비슷한 게임 형식을 띠고 있다. 이에 대항해시대는 규모를 전 세계로 확대하고(해적은 카리브해로 한정되어 있다), 간결하지만 이야기 구조를 갖추어 넣었다.
무역이나 사략으로 돈과 명예를 획득하여 공주에게 구애할 수 있다. 명성치가 높아지면 공주가 해적에게 납치되는 사건이 발생한다. 공주를 구출하면 공주와 결혼하는 게임의 엔딩을 볼 수 있다. 북미에도 발매되었으나 판매량은 좋지 못했다.

## 대항해시대 2 New Horizon(1993년)
대항해시대 2는 시리즈중 최고의 완성도를 보여주는 것으로 평가된다. 게임에는 모두 6명의 주인공이 나온다. 대항해시대 시리즈 1편의 주인공의 아들 포르투갈인 조안페레로, 에스파니아의 빨간머리 여해적 카탈리나 에란초, 거상을 꿈꾸는 아랍소년 알 베자스, 메르카토르의 부탁을 받고 세계지도를 완성해 나가는 지도 제작자 에르네스트 로페스, 잉글랜드의 사략선단을 이끄는 옷토 스피노라, 그리고 이탈리아의 탐험가로 시작하는 피에트로 콘티로 이루어져 있다. 뛰어난 게임성은 많은 코에이 팬들과 일반 게이머들의 호평을 받았다. 보물이나 암시장 등 숨겨진 요소가 많아 게임 플레이시간을 더 늘려주었으며 큰 스토리 라인 안에 각 캐릭터들의 이야기가 짜임새 있게 구성되어 있다.
특히 이들 주인공들과 등장인물중 일부는 실제 인물을 기반으로 설정되었다. 조안 페레로는 포르투갈의 엔리케 왕자를, 카탈리나 에란초는 카탈리나 데 에라우소를 옷토 스피노라는 잉글랜드의 프랜시스 드레이크를, 피에트로 콘티는 니콜로 콘티를 기반으로 하였다.
지중해의 강력한 해적으로 등장하는 하이레딘 레이스와 아이딘 레이스는 바르바리 해적단의 하이르 바르바로사와 아루지 바르바로사로 실제 역사에 등장하는 인물들이다. 또한 게임 내에서 가장 뛰어난 항해사인 필리 레이스라는 인물은 세계 최초로 남극대륙의 지도를 작성한 오스만의 제독 피리 레이스이다.
이밖에도 대부분의 해적으로 등장하는 인물은 실제 역사를 기반으로 작성된 것이다.
보통 대항해시대2는 엔딩 이후에도 진행이 가능하기 때문에, 네버엔딩스토리라고도 알려져 있는데 일정시간이 흐르고 항구에 들어가면 주인공이 길었던 항해생활을 끝낸다는 멘트와 함께 게임이 종료된다.

## 대항해시대 외전 (1997년)
《대항해시대2》의 이야기의 배경과 연관이 있으며, 교역을 주 목적으로 하는 초급용 주인공 밀란다 베르테와 전투를 주로 하게 되는 숙련자용 캐릭터 살바도르 레이스로 플레이를 할 수 있다.
그래픽은 1993년에 나온 본편과 크게 차이가 나지 않았지만 편곡한 배경음악은 큰 호평을 받았다. 또한 대항해시대2의 불편했던 점(항구내 이동, 게임내 요소들에 대한 설명, 배의 물자 균등배분기능 등)을 다듬었다. 시스템적으로 대항해시대2의 완성판이라고 할 수 있다.

## 대항해시대 3: Costa del Sol (1997년)
대항해시대 시리즈 중에서 최고의 자유도와 스케일을 가지고있다. 미리 정해진 스토리가 거의 없으며 플레이어의 뜻에 따라 탐험가, 정복자, 해적 등이 되어볼 수도 있다. 희망봉, 인도 항로와 신대륙 등이 아직 발견되지 않은 15세기 후반 (게임시작시점은 1480년 1월 1일)의 무대를 시작 배경으로 하여 플레이어는 콜럼버스, 마젤란과 같은 역사적인 항해자들과 지리적 발견을 경쟁한다. 세계 각지의 문화유적을 발견하기 위해서는 도서관의 책을 통해 힌트를 얻어야 하는 경우가 많다. 언어 개념이 도입되어 익히지 않은 언어를 사용하는 항구에서는 원하는 교역을 할 수 없으므로 통역사를 구하거나 언어를 조합에서 배워야 한다. 자녀를 양육하여 대를 이어 플레이를 계속하는 것도 가능하다.
세이브가 자국의 여관에서밖에 되지 않고, 자유도가 상당히 높았기 때문에 난이도가 어느 정도 있는 게임이었다. 처음 시작하는 사용자를 위해 어느 정도 기반이 닦인 포르투갈과 에스파냐 국적의 두 항해자가 마련되어 있었다. 어떠한 게임 스토리의 제약 없이 역사적 사실을 체험할 수 있는 게임이다. 대항해시대 시리즈 중에서 육로를 통해 내륙을 탐험할 수 있는 유일한 시리즈이기도 하다. 그러나 '모험과 발견'이라는 테마에 너무 치중한 나머지 스토리라인이 거의 없다시피하고 무역과 전투에 대한 중요성이 대폭 축소되었으며 항해의 난이도가 상당히 올라가서 전작을 플레이했던 사람들에게서는 좋은 평을 듣지 못하였다.

## 대항해시대 4: Porto Estado (1999년)
RPG적 요소가 강화된 섬세한 스토리와 빼어난 그래픽이 특징적인 대항해시대 최근작.
대부호를 꿈꾸는 포르투갈의 라파엘 카스톨과 네덜란드의 릴 알고트, 영국을 능가하는 세계 최고의 함대를 꿈꾸는 스웨덴의 호드람 요아킴 베르그스트론과 숨겨진 동아시아의 여장부 마리아 호아메이 리(파워업 키트에서는 처음부터 고를 수 있다.) 등의 캐릭터로 플레이할 수 있었다. 기항 가능한 항구의 수가 크게 줄어들고, 항해사를 자유롭게 등용할 수 없는 등 자유도가 상당히 낮아졌다.

### 대항해시대 4: Porto Estado 파워업 키트 (2000년)
《대항해시대 4》의 확장팩 격 시리즈. 새로이 추가된 세 주인공(아랍의 대부호 아브라함 이븐 웃딘, 신대륙의 혼혈아 티알 와만 챠스카, 동남아시아의 표류 해적 교타로 사이키) 등은 모두 대항해시대 4의 오리지널 주인공들의 이야기가 벌어지기 전 쯤의 시간적 배경을 무대로 하고 있으며, 오리지널 주인공들의 패자의 증표를 찾는 시스템도 복잡해졌다. 또한 오리지널에서는 등장하지 않았던 린 시에, 유리안 로페스 등의 항해사가 추가되었다. 이 작품을 끝으로 온라인을 제외하면 대항해시대는 더 이상 코에이에서 발매되지 않고 있다.
게임제작을 서두른 경향이 있었는지, 게임내부의 버그가 많았으며, 버그로 인하여 게임 초반에 패치가 추가되었다.

## 대항해시대 온라인 (2005년)
대항해시대 시리즈를 온라인 버전으로 처음 만든 게임이다. 처음엔 항해자 양성학교에서 기술을 쌓고, 전투와 물건 매매 및 교역과 탐험 등을 하며 여행한다.
꾸준한 패치와 관리로 리니지와 더불어 10년 넘는 장수 게임으로 지금까지도 많은 인기를 얻고 있다.

## 대항해시대 5 (2014년)
대항해시대 시리즈를 온라인 버전으로 만든 대항해시대 온라인의 차기작이다.
웹게임 방식에 온라인게임이지만 정식타이틀을 부여받고 출시되었다.
(일본에서는 모바일 버전도 출시되었다. 한국에서도 출시되었다.)
전작들의 인기만큼 출시 이전부터 많은 소문이 있었으며, 한국에서는 2014년 12월 2일 간드로 메다를 통해 오픈베타 서비스 하다가 2021년 1월 16일 종료되었으며, 일본도 같은해 3월 31일에 종료 할 예정이다.

## 대항해시대 오리진 (2021년)
대항해시대 시리즈 30주년 맞이 출시 하려는 시리즈이다 그러나 코로나 19로 1년 미뤄 졌으며 일단은 모바일 게임부터 나올 예정이다.